# Bucharest West
Bucharest West este un parc logistic situat pe Autostrada A1, la 14 km de centrul Bucureștiului.
A fost dezvoltat de compania Portland Trust, dezvoltatorul proiectelor de birouri Opera Center și Bucharest Business Park.
Parcul a fost construit în cadrul unui proiect de 500.000 de metri pătrați de spații de depozitare.